# Coprosma sundana
Coprosma sundana är en måreväxtart som beskrevs av Friedrich Anton Wilhelm Miquel. Coprosma sundana ingår i släktet Coprosma och familjen måreväxter. Inga underarter finns listade i Catalogue of Life.